# Capellepolder (Axel)
De Capellepolder is een polder ten noorden van Axel, behorende tot de Polders tussen Axel, Terneuzen en Hoek, in de Nederlandse provincie Zeeland. 
De Capellepolder werd voor het laatst herdijkt in 1614 en ze is omringd met de dijken zoals ze vóór de inundaties bestonden.
Aan de noordoostrand van de polder ligt de buurtschap Steenovens.